# 内田正純
内田 正純（うちだ まさずみ）は、江戸時代中期から後期の大名。下総小見川藩の第4代藩主。小見川藩内田家7代。

## 生涯
宝暦6年（1756年）11月11日、第3代藩主・正良の長男として生まれる。天明2年（1782年）2月14日、父の隠居により跡を継ぎ、12月に叙任する。天明3年（1783年）に大坂加番となり、その後も田安門番、一橋門番、竹橋門番、馬場先門番などを歴任した。文化3年（1806年）10月6日に長男の正肥に家督を譲って隠居し、文政8年（1825年）3月10日に死去。享年70。

## 系譜
父母
- 内田正良（父）
- 伊東長丘の娘（母）

正室
- 水野忠見の娘

子女
- 内田正肥（長男）生母は正室
- 内田金次郎室
- 娘